# Thomas Baring, I conte di Northbrook
Thomas George Baring, I conte di Northbrook (22 gennaio 1826 – East Stratton, 15 novembre 1904) è stato un politico inglese.

## Biografia
Era il figlio maggiore di Francis Baring, I barone Northbrook, della sua prima moglie Jane Grey, figlia di Sir George Grey. Frequentò la Twyford School e il Christ Church, Oxford, dove si laureò con il massimo dei voti nel 1846.

## Carriera
Northbrook intraprese una carriera politica, e successivamente fu segretario privato di Henry Labouchere, Sir George Grey e Sir Charles Wood. Nel 1847 prestò servizio nel comitato della British Relief Association. Nel 1857 era un membro della Camera dei comuni per Penryn e Falmouth. Ha servito sotto Lord Palmerston come Lord civile dell'Ammiragliato (1857-1858), come Sottosegretario di Stato per la guerra nel 1861, come Sottosegretario di Stato per l'India (1861-1864), sotto Palmerston e Lord Russell come sottosegretario di Stato per il dipartimento nazionale (1864-1866) e sotto Russell come segretario all'Ammiragliato nel 1866.
Quando William Ewart Gladstone salì al potere nel 1868, Baring fu nuovamente nominato Sottosegretario di Stato per la Guerra, incarico che ricoprì fino al febbraio 1872, quando fu nominato Viceré dell'India. Nel gennaio 1876, tuttavia, si dimise, quando fu creato Visconte Baring, di Lee nella contea del Kent, e Conte di Northbrook, nella contea di Southampton. Dal 1880 al 1885 Northbrook ricoprì l'incarico di Primo lord dell'ammiragliato nel secondo governo di Gladstone. Durante il suo mandato, lo stato della marina suscitò molta ansia pubblica e portò a una forte agitazione a favore di un programma di costruzione navale esteso.
Baring aveva prestato servizio nello Hampshire Yeomanry, raggiungendo il grado di maggiore, ed era stato nominato colonnello onorario del reggimento il 26 gennaio 1889. Nel 1890 fu nominato Lord luogotenente dell'Hampshire. Nel 1880 fu presidente di un ramo della National Indian Association, che prese il nome di Northbrook Indian Society dopo il suo mandato. Dal 1890 al 1893 fu presidente della Royal Asiatic Society. Il Ghanta Ghar Multan, o Torre dell'Orologio di Multan , fu chiamato "Northbrook Tower". Si trova nel centro di Multan.

## Matrimonio
Sposò, il 6 novembre 1848 a Londra, Elizabeth Sturt (12 gennaio 1827-3 giugno 1867), figlia di Henry Charles Sturt. Ebbero tre figli:
- Francis Baring, II conte di Northbrook (8 dicembre 1850-12 aprile 1929);
- Lady Jane Emma Baring (1854-17 gennaio 1936), sposò Sir Henry Crichton, non ebbero figli;
- Arthur Napier Thomas Baring (3 giugno 1854-7 settembre 1870).

## Morte
Morì il 15 novembre 1904, a 78 anni.